# Circonscription autonomique de Soria
Ne doit pas être confondu avec Circonscription électorale de Soria.
La circonscription électorale de Soria est l'une des neuf circonscriptions électorales de Castille-et-León pour les élections aux Cortes de Castille-et-León.
Elle correspond géographiquement à la province de Soria.

## Synthèse
| AP & alliés |       | 3 | 2 |   |   |   |   |   |   |   |   |   |  |  |
| CDS         |       |   | 1 |   |   |   |   |   |   |   |   |   |  |  |
| PSOE        |       | 2 | 2 | 2 | 1 | 2 | 2 | 2 | 2 | 2 | 3 | 1 |  |  |
| PP          |       |   |   | 3 | 4 | 3 | 3 | 3 | 3 | 3 | 2 | 1 |  |  |
| SY          |       |   |   |   |   |   |   |   |   |   |   | 3 |  |  |
|             |       |   |   |   |   |   |   |   |   |   |   |   |  |  |
| Total       | Total | 5 | 5 | 5 | 5 | 5 | 5 | 5 | 5 | 5 | 5 | 5 |  |  |

## Résultats détaillés

### 1983
| Parti      | Parti | Députés élus                                                                  |
| ---------- | ----- | ----------------------------------------------------------------------------- |
| AP-PDP-UL  |       | José Ángel Villaverde Cabezudo, Jesús Posada, Francisco José Alonso Rodríguez |
| PSCyL-PSOE |       | Lorenzo Lorenzo Lerma, Juan Ignacio de Blas Guerrero                          |

- José Ángel Villaverde (AP) est remplacé en novembre 1986 par Profirio Ruiz Rubio.

### 1987
| Parti      | Parti | Députés élus                                      |
| ---------- | ----- | ------------------------------------------------- |
| AP         |       | Francisco de Miguel Huerta, Jesús Posada          |
| PSCyL-PSOE |       | Ángel Martín Vizcaíno, José María Martínez Laseca |
| CDS        |       | José Antonio Martín de Marco                      |

### 1991
| Parti      | Parti | Députés élus                                                                 |
| ---------- | ----- | ---------------------------------------------------------------------------- |
| PPCyL      |       | Jesús Posada, Francisco de Miguel Huerta, Miguel Ángel Rufino López de Marco |
| PSCyL-PSOE |       | José María Martínez Laseca, Ángel Martín Vizcaíno                            |

- Jesús Posada (PPCyL) est remplacé en juillet 1993 par María Jesús Ruiz Ruiz.
  - María Ruiz (PPCyL) est remplacée en octobre 1994 par Martín Ángel Casado Miranda.
- José María Martínez (PSCyL-PSOE) est remplacé en juillet 1993 par Juan Cerrada Marcos.

### 1995
| Parti      | Parti | Députés élus |
| ---------- | ----- | --- |
| PPCyL      |       | Virgilio Velasco Bueno, Miguel Ángel Rufino López de Marco, Francisco de Miguel Huerta, Santiago Alberto Bartolomé Martínez |
| PSCyL-PSOE |       | Eloísa Álvarez Oteo |

- Virgilio Velasco (PPCyL) est remplacé en avril 1996 par Martín Ángel Casado Miranda.

### 1999
| Parti      | Parti | Députés élus                                                                         |
| ---------- | ----- | ------------------------------------------------------------------------------------ |
| PPCyL      |       | Javier Marqués López, María Victoria Hernández Candeal, José Antonio de Miguel Nieto |
| PSCyL-PSOE |       | Eloísa Álvarez Oteo, Pedro Juan Tarancón Muñoz                                       |

- Eloísa Álvarez (PSCyL-PSOE) est remplacée en septembre 1999 par Concepción Martínez de Miguel.

### 2003
| Parti      | Parti | Députés élus                                                                           |
| ---------- | ----- | -------------------------------------------------------------------------------------- |
| PPCyL      |       | Javier Marqués López, María Canto Benito Benítez de Lugo, José Antonio de Miguel Nieto |
| PSCyL-PSOE |       | Carlos Martínez Mínguez, Mónica Lafuente Ureta                                         |

- Javier Marqués (PPCyL) est remplacé en avril 2004 par Jesús Alonso Romero.

### 2007
| Parti      | Parti | Députés élus                                                                            |
| ---------- | ----- | --------------------------------------------------------------------------------------- |
| PPCyL      |       | María Jesús Ruiz Ruiz, María Canto Benito Benítez de Lugo, José Antonio de Miguel Nieto |
| PSCyL-PSOE |       | Mónica Lafuente Ureta, Francisco Javier Muñoz Expósito                                  |

### 2011
| Parti      | Parti | Députés élus                                                                            |
| ---------- | ----- | --------------------------------------------------------------------------------------- |
| PPCyL      |       | María Jesús Ruiz Ruiz, Jesús Ángel Peregrina Molina, María Canto Benito Benítez de Lugo |
| PSCyL-PSOE |       | Esther Pérez Pérez, Francisco Javier Muñoz Expósito                                     |

- María Ruiz (PPCyL) est remplacée en septembre 2011 par Ignacio Soria Aldavero.
- María Benito (PPCyL) est remplacée en février 2015 par José Javier Martín Delgado.

### 2015
| Parti      | Parti | Députés élus                                                 |
| ---------- | ----- | ------------------------------------------------------------ |
| PPCyL      |       | Mar Angulo, Jesús Alonso Romero, Pedro Antonio Heras Jiménez |
| PSCyL-PSOE |       | Esther Pérez Pérez, Ángel Hernández Martínez                 |

- Esther Pérez (PSCyL-PSOE) est remplacée en juillet 2015 par Virginia Barcones Sanz.
  - Virginia Barcones (PSCyL-PSOE) est remplacée en juin 2018 par Isaac Izquierdo Gonzalo.

### 2019
| Parti      | Parti | Députés élus                                                           |
| ---------- | ----- | ---------------------------------------------------------------------- |
| PSCyL-PSOE |       | Virginia Barcones Sanz, Ángel Hernández Martínez, Judit Villar Lacueva |
| PPCyL      |       | Jesús Ángel Peregrina Molina, Pedro Antonio Heras Jiménez              |

- Virginia Barcones (PSCyL-PSOE) est remplacée en octobre 2021 par Isaac Izquierdo Gonzalo.

### 2022
| Parti      | Parti | Députés élus                                                                       |
| ---------- | ----- | ---------------------------------------------------------------------------------- |
| SY         |       | José Ángel Ceña Tudor, Leila Vanessa García Macarrón, Juan Antonio Palomar Sicilia |
| PPCyL      |       | María del Rocío Lucas Navas                                                        |
| PSCyL-PSOE |       | Ángel Hernández Martínez                                                           |

- Rocío Lucas (PP) est remplacée en mai 2022 par Pedro Antonio Heras Jiménez.
- Ángel Hernández (PSCyL-PSOE) est remplacé le 20 février 2024 par Judit Villar Lacueva.